# Jörg Bölling
Jörg Bölling (* 1974 in Coesfeld) ist ein deutscher Kirchenhistoriker.
Von 1989 bis 1991 absolvierte er eine Kirchenmusikausbildung in Münster (Abschluss: C-Examen) und war von 1989 bis 2007 stellvertretender Organist und Chorleiter der Gemeinde St. Johann/St. Ludger in Billerbeck sowie verschiedener Kirchengemeinden in Münster und am Campo Santo Teutonico in Rom. Im Jahr 1993 legte er das Abitur als Jahrgangsbester am Städtischen Gymnasium Nepomucenum Coesfeld ab.
Von 1993 bis 1999 studierte er Geschichte, katholische Theologie, Latein, Pädagogik, Historische Hilfswissenschaften und Musikwissenschaft an der Westfälischen Wilhelms-Universität Münster und der Universität Venedig (Ca’ Foscari). 1999 legte er das 1. Staatsexamen ab und wurde 2004 zum Dr. phil. mit einer Arbeit über das Papstzeremoniell der Renaissance an der Westfälischen Wilhelms-Universität Münster und 2010 zum Dr. theol. mit einer Dissertation über Marienverehrung und Devotio moderna an der Ruhr-Universität Bochum in Kooperation mit der Universität Duisburg-Essen promoviert.
Von 2007 bis 2017 war er wissenschaftlicher Mitarbeiter von Hedwig Röckelein an der Georg-August-Universität Göttingen und Betreuer des von ihr geleiteten Diplomatischen Apparats.
Er war 2001 Stipendiat des Deutschen Historischen Instituts und als Mitglied der Görres-Gesellschaft regelmäßig zu Forschungsaufenthalten und -aktivitäten am Römischen Institut der Görres-Gesellschaft. Im Jahr 2013 folgte die Habilitation für Mittlere und Neuere Geschichte sowie Historische Hilfswissenschaften an der Philosophischen Fakultät der Georg-August-Universität Göttingen. Nach Professurvertretungen in Göttingen und Wuppertal ist er seit dem 1. Januar 2018 Professor für Kirchengeschichte an der Stiftung Universität Hildesheim. 2022 wurde er zum ordentlichen Mitglied der Historischen Kommission für Westfalen gewählt.
Seine Forschungsschwerpunkte liegen bei der Geschichte des Papsttums, der Kirchenreformen, der Liturgie und Kirchenmusik sowie des Verhältnisses zwischen Kirche und Welt, Sakralität und Säkularität.

## Veröffentlichungen (Auswahl)
- Das Papstzeremoniell der Renaissance. Texte – Musik – Performanz (= Tradition – Reform – Innovation. Studien zur Modernität des Mittelalters. Band 12). Lang, Frankfurt am Main u. a. 2006, ISBN 3-631-55169-X.
- Zwischen Regnum und Sacerdotium. Historiographie, Hagiographie und Liturgie der Petrus-Patrozinien im Sachsen der Salierzeit (1024–1125) (= Mittelalter-Forschungen. Band 52). Thorbecke, Ostfildern 2013, ISBN 3-7995-4372-4.
- Reform vor der Reformation. Augustiner-Chorherrenstiftsgründungen an Marienwallfahrtsorten durch die Windesheimer Kongregation (= Vita regularis. Abhandlungen. Band 61). LIT, Berlin u. a. 2014, ISBN 978-3-643-12612-2.